# Леоло
«Леоло»(фр. Léolo) — художественный кинофильм канадского режиссёра Жана-Клода Лозона, снятый в 1992 году. Фильм стал последним для Лозона, который погиб в авиакатастрофе в 1997 году во время работы над следующим проектом.
Фильм вошёл в программу Каннского кинофестиваля 1992 года. В 2005 году журнал «Тайм» включил «Леоло» в список ста лучших фильмов всех времён.

## Сюжет
История юного Леоло (Максим Коллен), молодого парня, живущего в монреальском спальном районе в неблагополучной семье. Он живёт в мире фантазий, пытаясь избежать реальности жизни. Мечтая о своей соседке, девушке-итальянке Бьянке, он начинает придумывать истории о том, что его мать забеременела не от его отца, а от сборщика помидоров из Италии, таким образом объявляя себя итальянцем.

## В ролях
- Максим Коллен
- Жинетт Рено
- Жюльен Гиомар
- Ролан Блуэн
- Пьер Бурго
- Джудитта Дель Веккьо

## Призы
- 1993 — Международный фестиваль фантастического кино Fantasporto — лучший режиссёр, приз зрительских симпатий.
- Высшая канадская кинопремия «Джини»-92 за лучший сценарий.
- The International Fantasy Film Award-92 — приз за лучшую режиссуру.
- Гран-При в Монреале-94.